# Jin Jiang (vattendrag i Kina, Guangdong, lat 25,15, long 113,76)
Jin Jiang är ett vattendrag i Kina. Det ligger i provinsen Guangdong, i den södra delen av landet, omkring 230 kilometer norr om provinshuvudstaden Guangzhou.
Genomsnittlig årsnederbörd är 1 948 millimeter. Den regnigaste månaden är maj, med i genomsnitt 308 mm nederbörd, och den torraste är oktober, med 35 mm nederbörd.